# Mimosa esmeraldae
Mimosa esmeraldae är en ärtväxtart som beskrevs av Nathaniel Lord Britton och Ellsworth Paine Killip. Mimosa esmeraldae ingår i släktet mimosor, och familjen ärtväxter. Inga underarter finns listade i Catalogue of Life.